# Supplementum Apollonii Galli seu exsuscitata Apollonii Pergaei Tactionum geometriae pars reliqua
 Supplementum Apollonii Galli seu exsuscitata Apollonii Pergaei Tactionum geometriae pars reliqua (hrvatski: Dopuna galskog Apolonija ili probuđena djelomično sačuvana geometrija dodira Apolonija iz Perge ) je djelo hrvatskoga matematičara i fizičara iz Dubrovnika Marina Getaldića. Napisao ga je na latinskom jeziku. Objavio ga je 1607. godine.
U ovom djelu dopunjuje Vièteovu restauraciju djela o dodirima Apolonija iz Perge. Primijenio je sintetičku metodu da bi obnovljeno djelo bilo što vjernije izgubljenom izvorniku.